# Yesh Atid
Yesh Atid (in ebraico: יש עתיד, "C'è un futuro") è un partito politico israeliano centrista e laico, guidato dall'ex giornalista Yair Lapid.

## Storia

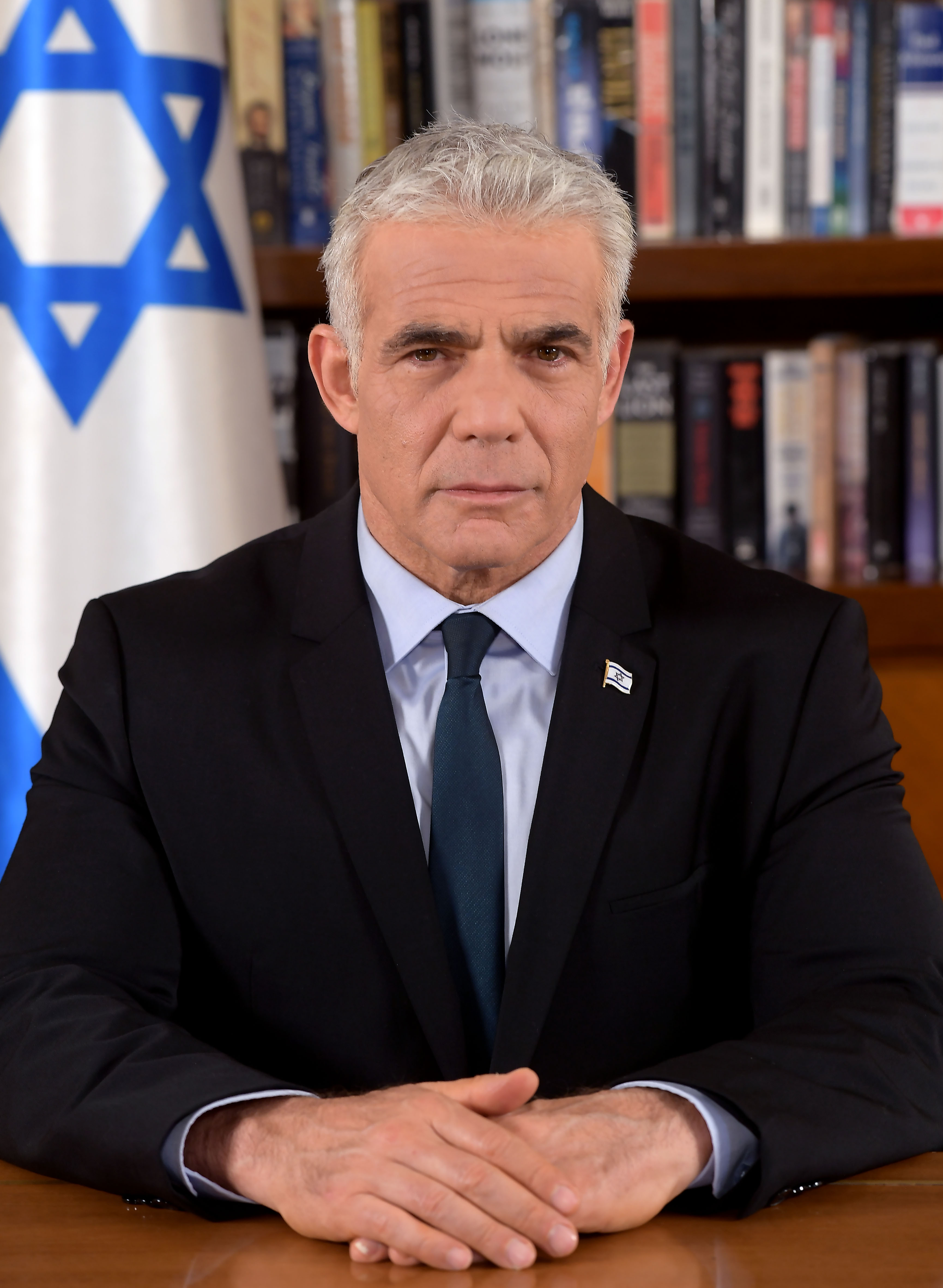
Nel gennaio 2012, il conduttore televisivo Yair Lapid annunciò che avrebbe lasciato il giornalismo per la politica

Nel gennaio 2012 Yair Lapid annuncia l'abbandono del giornalismo e l'ingresso in politica, con l'obiettivo di competere nelle successive elezioni. Il 29 aprile Lapid registra il nome del suo nuovo partito, Yesh Atid.
Nelle elezioni del 2013 Yesh Atid diventa, a sorpresa, la seconda forza politica del paese riuscendo ad ottenere 19 seggi sui 120 della Knesset ed entra a far parte del nuovo governo presieduto da Benjamin Netanyahu. Yair Lapid viene nominato ministro delle Finanze e ricopre l'incarico fino al dicembre 2014.
Nelle elezioni del 2015 il partito rifiuta di appoggiare Netanyahu, subendo una battuta d'arresto significativa e ottenendo un minor numero di seggi, 11. Si unisce così all'opposizione.
Il 21 febbraio 2019, Yesh Atid annuncia la fusione con il partito Resilienza per Israele appena fondato da Benny Gantz per formare un'alleanza centrista in vista delle imminenti elezioni. La nuova formazione politica prende il nome di Blu e Bianco, i colori della bandiera israeliana. Nell'aprile 2019 l'alleanza ottiene il 26,13% dei voti con 35 seggi; nelle successive elezioni di settembre Blu e Bianco subisce un lieve calo, ottenendo 25,93% dei voti e 33 seggi, ma supera il risultato del Likud e diventa il partito con più deputati nella Knesset.
In seguito alla decisione di Benny Gantz di prendere parte al Governo Netanyahu V, il 29 marzo 2020 Yesh Atid abbandona la coalizione Blu e Bianco e si pone all'opposizione, creando il gruppo parlamentare Yesh Atid-Telem. Il 9 gennaio 2021 il leader di Telem Moshe Ya'alon annuncia che il suo partito correrà separatamente da Yesh Atid nelle imminenti elezioni.
Nelle elezioni del marzo 2021 Yesh Atid ottiene 17 seggi e diventa il principale partito di opposizione al primo ministro Netanyahu.
Il 2 giugno 2021, a pochi minuti dalla fine del mandato esplorativo concessogli dal Presidente della Repubblica in seguito alle elezioni politiche, annuncia di essere riuscito a formare un nuovo governo.

## Leader
| Leader | Leader | Leader     | Mandato inizio | Mandato fine |
| ------ | ------ | ---------- | -------------- | ------------ |
|        |        | Yair Lapid | 2012           | in carica    |

## Risultati elettorali
| Elezioni       | Leader     | Voti            | %               | Seggi    | +/-     |
| -------------- | ---------- | --------------- | --------------- | -------- | ------- |
| 2013           | Yair Lapid | 543.458         | 14.33           | 19 / 120 | -       |
| 2015           | Yair Lapid | 371.602         | 8.81            | 11 / 120 | 8       |
| Aprile 2019    | Yair Lapid | In Blu e Bianco | In Blu e Bianco | 15 / 120 | 4       |
| Settembre 2019 | Yair Lapid | In Blu e Bianco | In Blu e Bianco | 13 / 120 | 2       |
| 2020           | Yair Lapid | In Blu e Bianco | In Blu e Bianco | 13 / 120 | Stabile |
| 2021           | Yair Lapid | 614.112         | 13,93           | 17 / 120 | 4       |
| 2022           | Yair Lapid | 847.145         | 17,78           | 24 / 120 | 7       |